# Michael Benjamin Washington
Michael Benjamin Washington (* 7. Juni 1979 in Dallas) ist ein amerikanischer Musicaldarsteller und Schauspieler fürs Fernsehen sowie Dramatiker. 

## Leben und Karriere
Washington wurde ausgebildet an der Tisch School of the Arts, einer Fakultät der New York University und erlangte einen Bachelor of Fine Arts in Schauspiel mit Journalismus als Nebenfach. Sein Bühnendebüt in New York hatte er mit 19 Jahren noch während der Universitätszeit in Stephen Sondheims Saturday Night; sein Broadway-Debüt 2001 in Mamma Mia! für über 2 Jahre. Während der Arbeit in dem Stück schrieb er seine Dragfigur, als die er bei einem Auftritt von Jerry Herman und Harvey Fierstein gesehen wurde, wodurch er 2004 eine Rolle in deren Stück La Cage aux Folles erhielt. Seit 2004 ist er unregelmäßig auch im Fernsehen zu sehen, zunächst in Episodenrollen, mit einem Filmdebüt 2010 in Love and other Drugs – Nebenwirkung inklusive.
Washington schrieb die One-Man-Show Letters to Barack: A New American Play nach Obamas Wahl zum Präsidenten sowie 2015 das Stück Blueprints to Freedom: an Ode to Bayard Rustin, das von Phylicia Rashād inszeniert wurde. Von der Nachlassverwaltung der Schriftstellerin und Bürgerrechtlerin Maya Angelou wurde er angefragt, ein Stück über sie zu schreiben; dies verortete er in den April 1968 (dem Höhepunkt der afroamerikanischen Bürgerrechtsbewegung und Ermordung von Martin Luther King). Während er daran schrieb, wurde er zu einer Lesung von The Boys in the Band eingeladen, das seine Premiere im April 1968 hatte und 2018 im Broadway unter Ryan Murphys Produktion neu aufgelegt wurde. Washington spielte in dem Stück über eine Gruppe Schwuler den Schwarzen Bernard. Die Produktion wurde anschließend von Netflix mit denselben Schauspielern verfilmt.
Washington spielte 2019 in dem Einpersonenstück Fires in the Mirror über die Crown Heights Riot, die sich 1991 ereignet hatten, nachdem ein schwarzer Junge in einem Autounfall versehentlich durch einen Juden getötet wurde und daraufhin ein schwarzer Teenager einen jüdischen Gelehrten ermordete. Washingtons Verkörperung der 25 Personen des Stücks wurde gelobt und ausgezeichnet.

## Bühnenauftritte (Auswahl)
- 2001: Mamma Mia! (Broadway)
- 2002: Funny Girl (Broadway)
- 2004: La Cage aux Folles (Broadway)
- 2006: The Wiz
- 2009: Letters to Barack: A New American Play (Lesung, auch Autor)
- 2015: Blueprints to Freedom: An Ode to Bayard Rustin (auch Autor)
- 2018: The Boys in the Band (Broadway)
- 2019: Call Me Madam (Off-Broadway)
- 2019: Pride Plays (Off-Broadway, auch Autor)
- 2019: Fires in the Mirror (Off-Broadway)

## Filmografie
- 2004: The Jury (Fernsehserie, 1 Episode)
- 2005: Hope & Faith (Fernsehserie, 1 Episode)
- 2009: Law & Order (Fernsehserie, 1 Episode)
- 2009–2010: 30 Rock (Fernsehserie, 2 Episoden)
- 2010: 10 Dinge, die ich an dir hasse (Fernsehserie, 1 Episode)
- 2010: Glee (Fernsehserie, 1 Episode)
- 2010: 100 Questions (Fernsehserie, 6 Episoden)
- 2010: Love and other Drugs – Nebenwirkung inklusive
- 2010: Open Books (Fernsehfilm)
- 2013: Wendell & Vinnie (Fernsehserie, 1 Episode)
- 2014: Save the Date (Fernsehfilm)
- 2017: Unbreakable Kimmy Schmidt (Fernsehserie, 3 Episoden)
- 2020: Ratched (Fernsehserie, 3 Episoden)
- 2020: The Boys in the Band
- 2021–2023: American Auto (Fernsehserie, 23 Episoden)

## Auszeichnungen
- San Diego Critics Circle Award 2015 für Blueprints to Freedom: an Ode to Bayard Rustin als Herausragendes neues Stück und Herausragender Hauptdarsteller

- Human Rights Campaign’s Visibility Award 2019

- Outer Critics Circle Awards 2020 für Fires in the Mirror als Herausragende Solo-Darstellung